# Larissa Iapichinová
Larissa Iapichinová (* 18. července 2002) je italská atletka, jejíž specializací je skok daleký. Je halovou mistryní Evropy z roku 2025 a stříbrnou medailistko z mistrovství Evropy pod širým nebem z roku 2024.
Na Letních olympijských hrách v Paříži v roce 2024 skončila s výkonem 687 cm na čtvrtém místě. Svůj osobní rekord 697 cm skočila v březnu 2023 v tureckém Istanbulu.

## Osobní život
Je dcerou britsko-italské dálkařky Fiony Mayové a italského tyčkaře Gianniho Iapichina. Je pojmenována po ukrajinské dálkařce Larise Běrežné, která je blízkou přítelkyní její matky. V dětství se věnovala tanci, plavání a sportovní gymnastice. S atletikou začala v roce 2015. Po vystudování střední školy, začala studovat práva na Florentské univerzitě.